# Asclepias dregeana
Asclepias dregeana är en oleanderväxtart som beskrevs av Rudolf Schlechter. Asclepias dregeana ingår i släktet sidenörter, och familjen oleanderväxter. Utöver nominatformen finns också underarten A. d. calceola.